# アマンダ・ホールデン
アマンダ・ルイーズ・ホールデン（Amanda Louise Holden、1971年2月16日 - ）は、イギリスの女優、審査員。

## 概要
祖父は精神科医のフランク・ホールデン。なお、フランクは70代の時に自殺している。1995年に俳優のレス・デニスと結婚するも、2003年に離婚した。2011年にクリス・ヒューズとの間に設けた子供を妊娠7ヶ月目で死産したことが報じられた。アマンダ自身も「人生のなかで最も暗くつらい時」と話しているという。

## 物議
2017年6月1日放送の『ブリテンズ・ゴット・タレント』にてアマンダがイギリス人デザイナーのジュリアン・マクドナルドが製作した衣装を身にまとい登場した際Twitter上にて「素晴らしいけど、家族向けの番組には不適切」「もっと適切な服を着て」と物議を醸し、Ofcomに216件の苦情が寄せられた。当時の審査員仲間、デヴィッド・ウォリアムスも出場者の合唱団に対して「あなたたちは、誰も不適切な胸元の空いたシャツを着ていません… 」とアマンダの衣装を揶揄する発言をしている。